# Ząbkowice (gromada)
Ząbkowice – dawna gromada, czyli najmniejsza jednostka podziału terytorialnego Polskiej Rzeczypospolitej Ludowej w latach 1954–1972.
Gromady, z gromadzkimi radami narodowymi (GRN) jako organami władzy najniższego stopnia na wsi, funkcjonowały od reformy reorganizującej administrację wiejską przeprowadzonej jesienią 1954 do momentu ich zniesienia z dniem 1 stycznia 1973, tym samym wypierając organizację gminną w latach 1954–1972.
Gromadę Ząbkowice z siedzibą GRN w Ząbkowicach (wówczas wsi; obecnie w granicach Dąbrowy Górniczej) utworzono – jako jedną z 8759 gromad na obszarze Polski – w powiecie będzińskim w woj. stalinogrodzkim, na mocy uchwały nr 14/54 WRN w Stalinogrodzie z dnia 5 października 1954. W skład jednostki weszły obszary dotychczasowych gromad Antoniów, Bielowizna (z wyłączeniem kolonii Kostury), Wygiełzów i Ząbkowice ze zniesionej gminy Ząbkowice w tymże powiecie; ponadto w skład gromady weszły oddziały leśne nr nr 55-69, 73-81 i 89-95 z Nadleśnictwa Gołonóg. Dla gromady ustalono 27 członków gromadzkiej rady narodowej
1 stycznia 1956 gromadę Ząbkowice zniesiono w związku z nadaniem jej statusu osiedla (18 lipca 1962 osiedlu Ząbkowice nadano status miasta; 1 lutego 1977 miasto Ząbkowice stało się częścią Dąbrowy Górniczej, oprócz przyłączonych do Ząbkowic w 1975 roku sołectw Podwarpie, Trzebiesławice, Tuliszów, Warężyn i Wojkowice Kościelne, które włączono do gminy Siewierz).